# Greisdorf
Greisdorf est une commune autrichienne du district de Deutschlandsberg en Styrie.